# Isabel Cristina Fernandes Rodrigues Ferreira
Isabel Cristina Fernandes Rodrigues Ferreira, conocida como Isabel Ferreira, (Nampula, Mozambique, África Oriental Portuguesa, 2 de enero de 1974) es una investigadora especialista en el área agroalimentaria, profesora de enseñanza universitaria y alto cargo portuguesa. Desde octubre de 2019 es secretaria de Estado para la Valorización Interior, el principal cargo de gestión para la lucha contra la despoblación en Portugal.

## Trayectoria investigadora
Residente en Braganza ejerce como docente en el centro universitario Instituto Politécnico de Braganza, donde ha ejercido puestos de dirección como coordinadora principal y vicepresidenta. Fue directora del Centro de Investigación de Montaña y mentora del laboratorio de investigación MORE.
Es una de las investigadoras más citadas del mundo, habiendo sido distinguida consecutivamente de 2015 a 2019 por Web of Science por su investigación científica. En 2019 fue citada más de 24.000 veces. Su trabajo científico incluye la publicación de 4 libros internacionales y 60 capítulos de libros, más de 600 artículos científicos y varias patentes nacionales y europeas, la mayoría resultado de la transferencia de tecnología a la industria. Fue editora jefe de la revista científica Antioxidants, editora de las revistas Food & Function y Bioactive Compounds Collection of Molecules, y ha sido miembro del consejo editorial de Food and Chemical Toxicology, Industrial Crops and Products e Advances in Food and Nutrition Research.
De su actividad científica, destaca también la coordinación de varios proyectos de investigación nacionales e internacionales, donde destaca la agencia ValorNatural.

## Secretaria de Estado contra la despoblación
En 2019 fue nombrada como independiente, secretaria de Estado para la lucha de Portugal contra la despoblación de los territorios de interior, dentro del Ministerio de Cohesión Territorial dirigido por Ana Abrunhosa, de nueva creación. El gobierno dirigido por el primer ministro António Costa, decidió crear la secretaría de Estado de Valorización Interior, que fue creada un año antes que la también nueva y homóloga Reto Demográfico en España. Además, la sede principal de esta institución se descentralizó ubicándose en Braganza, como muestra del compromiso del gobierno portugués por revalorizar el distrito más despoblado del país, idéntica situación que la colindante provincia de Zamora, la que más población pierde de España en términos globales.
El compromiso de Ferreira contra la despoblación hace que sea visible constantemente en zonas de la España vaciada, principalmente en La Raya de Salamanca y Zamora, donde lleva a cabo una importante cooperación transfronteriza como representante de la Portugal vaciada ante iniciativas españolas contra la despoblación.
Se ha convertido en una de las principales líderes en la lucha contra la despoblación no solo de Portugal, sino de España. En 2020 Ferreira solicitó al gobierno de España que abordase como prioritaria la conversión de la carretera nacional N-122 en autovía A-11, desde las transfronterizas Quintanilha, San Martín del Pedroso y Alcañices hasta Zamora. Dos años después, la ministra de Transportes Raquel Sánchez, incorporó 4 millones de euros en los presupuestos de 2022 para comenzar este proyecto de autovía mediante la circunvalación de Alcañices.
Otras demandas que ha realizado Ferreira para sacar del ostracismo a Braganza y Zamora son la conversión en autovía de la ZA-324 para conectar Miranda de Duero con la comarca de Sayago, Aliste y Zamora, y viceversa. También la autovía Braganza-Rionor-La Bañeza. Ha demandado una implantación real de fibra óptica y mejora de la cobertura de telefonía móvil en los pueblos de la España vaciada. También ha apostado por la cooperación transfronteriza repartiendo infraestructuras conjuntas, como el aeropuerto de Braganza para dar servicio a la provincia de Zamora y la estación de Sanabria Alta Velocidad para dar servicio al distrito de Braganza. Para la provincia de Salamanca ha solicitado compromiso del gobierno de España para conectar la línea del Duero con la estación de Salamanca.
Realiza un trabajo cercano con las agrupaciones de cooperación transfronteriza como la AECT Duero-Douro, AECT Río Miño, etc.